# Aufstieg zur Fußball-Bundesliga
Dies ist eine Auflistung aller Aufstiegsrunden und Relegationsspiele um den Aufstieg zur Fußball-Bundesliga seit 1963/64. Die Bedingungen zum Aufstieg zur Bundesliga wurden im Lauf der Zeit mehrfach verändert, beispielsweise aufgrund der Einführung neuer Spielklassen (wie 1974/75 die 2. Bundesliga, wechselnder Regelungen zur Relegation zur deutschen Fußball-Bundesliga oder durch die Eingliederung der Vereine aus der ehemaligen DDR zur Saison 1991/92).

## Aufstiegsrunden zur Bundesliga (Regionalliga 1963/64–1973/74)

### Aufstieg zur Bundesliga 1964/65
Modus: Qualifikation und 2 Gruppen à 4 Vereine.
Direkt für die Gruppenphase qualifiziert waren die Meister der Regionalligen Nord (FC St. Pauli), Berlin (Tasmania Berlin), West (TSV Alemannia Aachen), Südwest (Borussia Neunkirchen) und Süd (KSV Hessen Kassel).
Hinzu kamen die Vizemeister aus den Regionalligen Nord (Hannover 96) und Süd (FC Bayern München). Zuerst gab es aber ein Qualifikationsspiel zwischen dem Vizemeister der Regionalliga West (Wuppertaler SV) und dem Vizemeister der Regionalliga Südwest (FK Pirmasens).
Qualifikation
|                | Gesamt |              | Hinspiel | Rückspiel |
| -------------- | ------ | ------------ | -------- | --------- |
| Wuppertaler SV | 1:4    | FK Pirmasens | 0:2      | 1:2       |

Gruppenphase
| Pl. | Verein               | Sp. | S | U | N | Tore    | Quote | Punkte |
| --- | -------------------- | --- | - | - | - | ------- | ----- | ------ |
| 1.  | Borussia Neunkirchen | 6   | 4 | 0 | 2 | 009:700 | 1,29  | 08:40  |
| 2.  | Bayern München       | 6   | 3 | 1 | 2 | 012:700 | 1,71  | 07:50  |
| 3.  | Tasmania Berlin      | 6   | 2 | 2 | 2 | 012:900 | 1,33  | 06:60  |
| 4.  | FC St. Pauli         | 6   | 1 | 1 | 4 | 008:180 | 0,44  | 03:90  |

| Gruppe 1             | Borussia Neunkirchen | FC Bayern München | Tasmania Berlin |     |
| -------------------- | -------------------- | ----------------- | --------------- | --- |
| Borussia Neunkirchen |                      | 0:1               | 1:5             | 4:1 |
| FC Bayern München    | 0:2                  |                   | 1:1             | 6:1 |
| Tasmania Berlin      | 0:1                  | 3:0               |                 | 3:3 |
| FC St. Pauli         | 1:3                  | 0:4               | 3:0             |     |

| Pl. | Verein            | Sp. | S | U | N | Tore    | Quote | Punkte |
| --- | ----------------- | --- | - | - | - | ------- | ----- | ------ |
| 1.  | Hannover 96       | 6   | 5 | 0 | 1 | 015:600 | 2,50  | 10:20  |
| 2.  | KSV Hessen Kassel | 6   | 3 | 0 | 3 | 011:120 | 0,92  | 06:60  |
| 3.  | Alemannia Aachen  | 6   | 2 | 0 | 4 | 010:120 | 0,83  | 04:80  |
| 4.  | FK Pirmasens      | 6   | 2 | 0 | 4 | 010:160 | 0,63  | 04:80  |

| Gruppe 2          | Hannover 96 | KSV Hessen Kassel | Alemannia Aachen | FK Pirmasens |
| ----------------- | ----------- | ----------------- | ---------------- | ------------ |
| Hannover 96       |             | 3:1               | 2:1              | 2:0          |
| KSV Hessen Kassel | 1:2         |                   | 2:0              | 1:4          |
| Alemannia Aachen  | 3:2         | 1:2               |                  | 5:1          |
| FK Pirmasens      | 0:4         | 2:4               | 3:0              |              |

### Aufstieg zur Bundesliga 1965/66
Modus: Qualifikation und 2 Gruppen à 4 Vereine.
Direkt für die Gruppenphase qualifiziert waren die Meister der Regionalligen Nord (Holstein Kiel), Berlin (Tennis Borussia Berlin), West (Borussia Mönchengladbach), Südwest (1. FC Saarbrücken) und Süd (FC Bayern München).
Hinzu kamen die Vizemeister aus den Regionalligen West (Alemannia Aachen) und Südwest (Wormatia Worms). Zuerst gab es aber ein Qualifikationsspiel zwischen dem Vizemeister der Regionalliga Nord (FC St. Pauli) und dem Vizemeister der Regionalliga Süd (SSV Reutlingen 05).
Qualifikation
|              | Gesamt |                   | Hinspiel | Rückspiel |
| ------------ | ------ | ----------------- | -------- | --------- |
| FC St. Pauli | 2:4    | SSV Reutlingen 05 | 1:0      | 1:4 n. V. |

Gruppenphase
| Pl. | Verein                   | Sp. | S | U | N | Tore    | Diff. | Punkte |
| --- | ------------------------ | --- | - | - | - | ------- | ----- | ------ |
| 1.  | Borussia Mönchengladbach | 6   | 3 | 2 | 1 | 017:700 | +10   | 08:40  |
| 2.  | SSV Reutlingen 05        | 6   | 2 | 3 | 1 | 008:110 | −3    | 07:50  |
| 3.  | Holstein Kiel            | 6   | 2 | 2 | 2 | 012:900 | +3    | 06:60  |
| 4.  | Wormatia Worms           | 6   | 1 | 1 | 4 | 007:170 | −10   | 03:90  |

| Gruppe 1             | Borussia Mönchengladbach | SSV Reutlingen | Holstein Kiel |     |
| -------------------- | ------------------------ | -------------- | ------------- | --- |
| Bor. Mönchengladbach |                          | 7:0            | 1:0           | 1:1 |
| SSV Reutlingen 05    | 1:1                      |                | 1:1           | 3:0 |
| Holstein Kiel        | 4:2                      | 1:1            |               | 3:4 |
| Wormatia Worms       | 1:5                      | 1:2            | 0:3           |     |

| Pl. | Verein                 | Sp. | S | U | N | Tore    | Diff. | Punkte |
| --- | ---------------------- | --- | - | - | - | ------- | ----- | ------ |
| 1.  | FC Bayern München      | 6   | 4 | 1 | 1 | 018:300 | +15   | 09:30  |
| 2.  | 1. FC Saarbrücken      | 6   | 3 | 0 | 3 | 012:130 | −1    | 06:60  |
| 3.  | Alemannia Aachen       | 6   | 2 | 2 | 2 | 011:120 | −1    | 06:60  |
| 4.  | Tennis Borussia Berlin | 6   | 1 | 1 | 4 | 010:230 | −13   | 03:90  |

| Gruppe 2               | FC Bayern München |     | Alemannia Aachen | Tennis Borussia Berlin |
| ---------------------- | ----------------- | --- | ---------------- | ---------------------- |
| FC Bayern München      |                   | 5:0 | 2:1              | 2:0                    |
| 1. FC Saarbrücken      | 1:0               |     | 3:1              | 5:0                    |
| Alemannia Aachen       | 1:1               | 2:1 |                  | 5:4                    |
| Tennis Borussia Berlin | 0:8               | 5:2 | 1:1              |                        |

Direkter Aufsteiger
Da ein Verein aus Berlin in der Bundesliga spielen sollte, aber Tennis Borussia Berlin als Meister der Berliner Regionalliga 1964/65 bereits zuvor in der Aufstiegsrunde gescheitert war und der zweitplatzierte Verein Spandauer SV auf den Aufstieg verzichtete, stieg der drittplatzierte Verein auf.
| Mannschaften    | Ligen                               |
| --------------- | ----------------------------------- |
| Tasmania Berlin | Dritter Regionalliga Berlin 1964/65 |

### Aufstieg zur Bundesliga 1966/67
Modus: Qualifikation und 2 Gruppen à 4 Vereine.
Direkt für die Gruppenphase qualifiziert waren die Meister der Regionalligen Nord (FC St. Pauli), Berlin (Hertha BSC), West (Fortuna Düsseldorf), Südwest (FK Pirmasens) und Süd (1. FC Schweinfurt 05).
Hinzu kamen die Vizemeister aus den Regionalligen West (Rot-Weiss Essen) und Süd (Kickers Offenbach). Zuerst gab es aber ein Qualifikationsspiel zwischen dem Vizemeister der Regionalliga Nord (1. SC Göttingen 05) und dem Vizemeister der Regionalliga Südwest (1. FC Saarbrücken).
Qualifikation
|                   | Gesamt |              | Hinspiel | Rückspiel |
| ----------------- | ------ | ------------ | -------- | --------- |
| 1. FC Saarbrücken | 7:0    | Göttingen 05 | 4:0      | 3:0       |

Gruppenphase
| Pl. | Verein             | Sp. | S | U | N | Tore    | Quote | Punkte |
| --- | ------------------ | --- | - | - | - | ------- | ----- | ------ |
| 1.  | Fortuna Düsseldorf | 6   | 4 | 0 | 2 | 017:800 | 2,13  | 08:40  |
| 2.  | FK Pirmasens       | 6   | 3 | 2 | 1 | 010:800 | 1,25  | 08:40  |
| 3.  | Hertha BSC         | 6   | 2 | 1 | 3 | 008:110 | 0,73  | 05:70  |
| 4.  | Kickers Offenbach  | 6   | 1 | 1 | 4 | 005:130 | 0,38  | 03:90  |

| Gruppe 1           | Fortuna Düsseldorf | FK Pirmasens | Hertha BSC | Kickers Offenbach |
| ------------------ | ------------------ | ------------ | ---------- | ----------------- |
| Fortuna Düsseldorf |                    | 2:0          | 4:1        | 2:0               |
| FK Pirmasens       | 3:2                |              | 2:1        | 2:0               |
| Hertha BSC         | 3:2                | 1:1          |            | 2:1               |
| Kickers Offenbach  | 1:5                | 2:2          | 1:0        |                   |

| Pl. | Verein               | Sp. | S | U | N | Tore    | Quote | Punkte |
| --- | -------------------- | --- | - | - | - | ------- | ----- | ------ |
| 1.  | Rot-Weiss Essen      | 6   | 4 | 0 | 2 | 010:600 | 1,67  | 08:40  |
| 2.  | FC St. Pauli         | 6   | 4 | 0 | 2 | 010:800 | 1,25  | 08:40  |
| 3.  | 1. FC Saarbrücken    | 6   | 2 | 1 | 3 | 012:110 | 1,09  | 05:70  |
| 4.  | 1. FC Schweinfurt 05 | 6   | 1 | 1 | 4 | 006:130 | 0,46  | 03:90  |

| Gruppe 2             | Rot-Weiss Essen |     |     | 1. FC Schweinfurt |
| -------------------- | --------------- | --- | --- | ----------------- |
| Rot-Weiss Essen      |                 | 0:1 | 3:2 | 3:0               |
| FC St. Pauli         | 1:0             |     | 3:2 | 3:1               |
| 1. FC Saarbrücken    | 1:2             | 3:1 |     | 4:2               |
| 1. FC Schweinfurt 05 | 1:2             | 2:1 | 0:0 |                   |

### Aufstieg zur Bundesliga 1967/68
Modus: 2 Gruppen à 5 Vereine.
Direkt für die Gruppenphase qualifiziert waren die Meister und Vizemeister der Regionalligen Nord (SV Arminia Hannover und 1. SC Göttingen 05), Berlin (Hertha BSC und Tennis Borussia Berlin), West (Alemannia Aachen und Schwarz-Weiß Essen), Südwest (Borussia Neunkirchen und 1. FC Saarbrücken) und Süd (Kickers Offenbach und FC Bayern Hof).
Gruppenphase
| Pl. | Verein               | Sp. | S | U | N | Tore    | Diff. | Punkte |
| --- | -------------------- | --- | - | - | - | ------- | ----- | ------ |
| 1.  | Borussia Neunkirchen | 8   | 5 | 1 | 2 | 017:120 | +5    | 11:50  |
| 2.  | Schwarz-Weiß Essen   | 8   | 4 | 2 | 2 | 013:900 | +4    | 10:60  |
| 3.  | SV Arminia Hannover  | 8   | 3 | 1 | 4 | 014:140 | ±0    | 07:90  |
| 4.  | FC Bayern Hof        | 8   | 3 | 1 | 4 | 011:160 | −5    | 07:90  |
| 5.  | Hertha BSC           | 8   | 2 | 1 | 5 | 008:120 | −4    | 05:11  |

| Gruppe 1             | Borussia Neunkirchen | Schwarz-Weiß Essen | Arminia Hannover | FC Bayern Hof | Hertha BSC |
| -------------------- | -------------------- | ------------------ | ---------------- | ------------- | ---------- |
| Borussia Neunkirchen |                      | 2:0                | 2:1              | 4:0           | 0:1        |
| Schwarz-Weiß Essen   | 1:1                  |                    | 2:1              | 2:3           | 3:2        |
| SV Arminia Hannover  | 3:4                  | 0:4                |                  | 3:0           | 1:1        |
| FC Bayern Hof        | 5:2                  | 0:0                | 1:2              |               | 2:1        |
| Hertha BSC           | 1:2                  | 0:1                | 0:3              | 2:0           |            |

| Pl. | Verein                 | Sp. | S | U | N | Tore    | Diff. | Punkte |
| --- | ---------------------- | --- | - | - | - | ------- | ----- | ------ |
| 1.  | Alemannia Aachen       | 8   | 6 | 0 | 2 | 023:140 | +9    | 12:40  |
| 2.  | Kickers Offenbach      | 8   | 4 | 2 | 2 | 015:100 | +5    | 10:60  |
| 3.  | 1. FC Saarbrücken      | 8   | 2 | 4 | 2 | 015:150 | ±0    | 08:80  |
| 4.  | Göttingen 05           | 8   | 1 | 4 | 3 | 009:130 | −4    | 06:10  |
| 5.  | Tennis Borussia Berlin | 8   | 1 | 2 | 5 | 012:210 | −9    | 04:12  |

| Gruppe 2               | Alemannia Aachen | Kickers Offenbach |     | 1. SC Göttingen 05 | Tennis Borussia Berlin |
| ---------------------- | ---------------- | ----------------- | --- | ------------------ | ---------------------- |
| Alemannia Aachen       |                  | 2:1               | 3:0 | 3:1                | 7:2                    |
| Kickers Offenbach      | 3:2              |                   | 3:4 | 2:0                | 2:0                    |
| 1. FC Saarbrücken      | 3:0              | 0:0               |     | 2:2                | 2:4                    |
| 1. SC Göttingen 05     | 1:2              | 2:2               | 1:1 |                    | 1:0                    |
| Tennis Borussia Berlin | 3:4              | 0:2               | 2:2 | 1:1                |                        |

### Aufstieg zur Bundesliga 1968/69
Modus: 2 Gruppen à 5 Vereine.
Direkt für die Gruppenphase qualifiziert waren die Meister und Vizemeister der Regionalligen Nord (SV Arminia Hannover und 1. SC Göttingen 05), Berlin (Hertha BSC und Tennis Borussia Berlin), West (Bayer 04 Leverkusen und Rot-Weiss Essen), Südwest (SV Alsenborn und TuS Neuendorf) und Süd (FC Bayern Hof und Kickers Offenbach).
Gruppenphase
| Pl. | Verein                 | Sp. | S | U | N | Tore    | Diff. | Punkte |
| --- | ---------------------- | --- | - | - | - | ------- | ----- | ------ |
| 1.  | Kickers Offenbach      | 8   | 5 | 2 | 1 | 016:700 | +9    | 12:40  |
| 2.  | Bayer 04 Leverkusen    | 8   | 3 | 4 | 1 | 017:100 | +7    | 10:60  |
| 3.  | TuS Neuendorf          | 8   | 1 | 5 | 2 | 006:800 | −2    | 07:90  |
| 4.  | Tennis Borussia Berlin | 8   | 3 | 1 | 4 | 011:190 | −8    | 07:90  |
| 5.  | SV Arminia Hannover    | 8   | 1 | 2 | 5 | 007:130 | −6    | 04:12  |

| Gruppe 1               | Kickers Offenbach | TSV Bayer 04 Leverkusen | TuS Neuendorf | Tennis Borussia Berlin | Arminia Hannover |
| ---------------------- | ----------------- | ----------------------- | ------------- | ---------------------- | ---------------- |
| Kickers Offenbach      |                   | 2:1                     | 0:0           | 4:1                    | 1:0              |
| Bayer 04 Leverkusen    | 1:1               |                         | 1:1           | 4:2                    | 1:1              |
| TuS Neuendorf          | 0:2               | 1:1                     |               | 1:2                    | 1:0              |
| Tennis Borussia Berlin | 1:4               | 1:4                     | 1:1           |                        | 1:0              |
| SV Arminia Hannover    | 3:2               | 1:4                     | 1:1           | 1:2                    |                  |

| Pl. | Verein          | Sp. | S | U | N | Tore    | Diff. | Punkte |
| --- | --------------- | --- | - | - | - | ------- | ----- | ------ |
| 1.  | Hertha BSC      | 8   | 4 | 3 | 1 | 012:700 | +5    | 11:50  |
| 2.  | Rot-Weiss Essen | 8   | 3 | 3 | 2 | 009:900 | ±0    | 09:70  |
| 3.  | SV Alsenborn    | 8   | 3 | 2 | 3 | 012:140 | −2    | 08:80  |
| 4.  | Göttingen 05    | 8   | 3 | 1 | 4 | 010:110 | −1    | 07:90  |
| 5.  | FC Bayern Hof   | 8   | 2 | 1 | 5 | 012:140 | −2    | 05:11  |

| Gruppe 2           | Hertha BSC | Rot-Weiss Essen | SV Alsenborn | 1. SC Göttingen 05 | FC Bayern Hof |
| ------------------ | ---------- | --------------- | ------------ | ------------------ | ------------- |
| Hertha BSC         |            | 2:2             | 1:2          | 1:0                | 2:0           |
| Rot-Weiss Essen    | 0:2        |                 | 1:1          | 1:0                | 1:0           |
| SV Alsenborn       | 1:1        | 2:3             |              | 0:3                | 1:2           |
| 1. SC Göttingen 05 | 0:0        | 1:0             | 2:3          |                    | 3:1           |
| FC Bayern Hof      | 2:3        | 1:1             | 1:2          | 5:1                |               |

### Aufstieg zur Bundesliga 1969/70
Modus: 2 Gruppen à 5 Vereine.
Direkt für die Gruppenphase qualifiziert waren die Meister und Vizemeister der Regionalligen Nord (VfL Osnabrück und VfB Lübeck), Berlin (Hertha Zehlendorf und Tasmania Berlin), West (Rot-Weiß Oberhausen und Rot-Weiss Essen), Südwest (SV Alsenborn und TuS Neuendorf) und Süd (Karlsruher SC und Freiburger FC).
Gruppenphase
| Pl. | Verein              | Sp. | S | U | N | Tore    | Diff. | Punkte |
| --- | ------------------- | --- | - | - | - | ------- | ----- | ------ |
| 1.  | Rot-Weiß Oberhausen | 8   | 5 | 1 | 2 | 017:900 | +8    | 11:50  |
| 2.  | Freiburger FC       | 8   | 5 | 1 | 2 | 016:100 | +6    | 11:50  |
| 3.  | SV Alsenborn        | 8   | 5 | 0 | 3 | 020:150 | +5    | 10:60  |
| 4.  | Hertha Zehlendorf   | 8   | 3 | 1 | 4 | 015:160 | −1    | 07:90  |
| 5.  | VfB Lübeck          | 8   | 0 | 1 | 7 | 010:280 | −18   | 01:15  |

| Gruppe 1            | SC Rot-Weiß Oberhausen |     | SV Alsenborn | Hertha Zehlendorf | VfB Lübeck |
| ------------------- | ---------------------- | --- | ------------ | ----------------- | ---------- |
| Rot-Weiß Oberhausen |                        | 0:0 | 4:1          | 1:0               | 1:0        |
| Freiburger FC       | 3:1                    |     | 2:3          | 1:0               | 5:1        |
| SV Alsenborn        | 1:4                    | 2:0 |              | 4:0               | 6:2        |
| Hertha Zehlendorf   | 3:2                    | 2:3 | 3:0          |                   | 3:1        |
| VfB Lübeck          | 1:4                    | 1:2 | 0:3          | 4:4               |            |

| Pl. | Verein          | Sp. | S | U | N | Tore    | Diff. | Punkte |
| --- | --------------- | --- | - | - | - | ------- | ----- | ------ |
| 1.  | Rot-Weiss Essen | 8   | 6 | 2 | 0 | 028:900 | +19   | 14:20  |
| 2.  | VfL Osnabrück   | 8   | 4 | 3 | 1 | 013:800 | +5    | 11:50  |
| 3.  | Karlsruher SC   | 8   | 3 | 2 | 3 | 014:150 | −1    | 08:80  |
| 4.  | Tasmania Berlin | 8   | 2 | 0 | 6 | 005:170 | −12   | 04:12  |
| 5.  | TuS Neuendorf   | 8   | 1 | 1 | 6 | 008:190 | −11   | 03:13  |

| Gruppe 2        | Rot-Weiss Essen | VfL Osnabrück | Karlsruher SC | Tasmania Berlin | TuS Neuendorf |
| --------------- | --------------- | ------------- | ------------- | --------------- | ------------- |
| Rot-Weiss Essen |                 | 3:1           | 5:0           | 3:1             | 4:2           |
| VfL Osnabrück   | 3:3             |               | 2:1           | 2:0             | 2:0           |
| Karlsruher SC   | 2:2             | 1:1           |               | 5:0             | 2:4           |
| Tasmania Berlin | 0:3             | 0:2           | 0:1           |                 | 2:0           |
| TuS Neuendorf   | 0:5             | 0:0           | 1:2           | 1:2             |               |

### Aufstieg zur Bundesliga 1970/71
Modus: 2 Gruppen à 5 Vereine.
Direkt für die Gruppenphase qualifiziert waren die Meister und Vizemeister der Regionalligen Nord (VfL Osnabrück und VfL Wolfsburg), Berlin (Hertha Zehlendorf und Tennis Borussia Berlin), West (VfL Bochum und Arminia Bielefeld), Südwest (SV Alsenborn und FK Pirmasens) und Süd (Kickers Offenbach und Karlsruher SC).
Gruppenphase
| Pl. | Verein                 | Sp. | S | U | N | Tore    | Diff. | Punkte |
| --- | ---------------------- | --- | - | - | - | ------- | ----- | ------ |
| 1.  | Arminia Bielefeld      | 8   | 5 | 2 | 1 | 013:300 | +10   | 12:40  |
| 2.  | Karlsruher SC          | 8   | 5 | 1 | 2 | 016:800 | +8    | 11:50  |
| 3.  | SV Alsenborn           | 8   | 4 | 0 | 4 | 012:120 | ±0    | 08:80  |
| 4.  | Tennis Borussia Berlin | 8   | 1 | 3 | 4 | 007:130 | −6    | 05:11  |
| 5.  | VfL Osnabrück          | 8   | 1 | 2 | 5 | 006:180 | −12   | 04:12  |

| Gruppe 1               | Arminia Bielefeld | Karlsruher SC | SV Alsenborn | Tennis Borussia Berlin | VfL Osnabrück |
| ---------------------- | ----------------- | ------------- | ------------ | ---------------------- | ------------- |
| Arminia Bielefeld      |                   | 3:1           | 3:0          | 1:1                    | 3:0           |
| Karlsruher SC          | 1:0               |               | 2:0          | 0:0                    | 6:0           |
| SV Alsenborn           | 0:1               | 2:3           |              | 5:1                    | 3:2           |
| Tennis Borussia Berlin | 0:2               | 1:2           | 0:1          |                        | 1:1           |
| VfL Osnabrück          | 0:0               | 2:1           | 0:1          | 1:3                    |               |

| Pl. | Verein            | Sp. | S | U | N | Tore    | Diff. | Punkte |
| --- | ----------------- | --- | - | - | - | ------- | ----- | ------ |
| 1.  | Kickers Offenbach | 8   | 5 | 2 | 1 | 017:800 | +9    | 12:40  |
| 2.  | VfL Bochum        | 8   | 4 | 1 | 3 | 014:700 | +7    | 09:70  |
| 3.  | Hertha Zehlendorf | 8   | 4 | 0 | 4 | 017:140 | +3    | 08:80  |
| 4.  | VfL Wolfsburg     | 8   | 2 | 2 | 4 | 013:210 | −8    | 06:10  |
| 5.  | FK Pirmasens      | 8   | 1 | 3 | 4 | 012:230 | −11   | 05:11  |

| Gruppe 2          | Kickers Offenbach | VfL Bochum | Hertha Zehlendorf | VfL Wolfsburg | FK Pirmasens |
| ----------------- | ----------------- | ---------- | ----------------- | ------------- | ------------ |
| Kickers Offenbach |                   | 2:1        | 3:0               | 2:1           | 4:1          |
| VfL Bochum        | 1:1               |            | 3:0               | 4:0           | 3:1          |
| Hertha Zehlendorf | 2:1               | 2:0        |                   | 5:1           | 7:2          |
| VfL Wolfsburg     | 1:3               | 1:0        | 3:1               |               | 2:2          |
| FK Pirmasens      | 1:1               | 0:2        | 1:0               | 4:4           |              |

### Aufstieg zur Bundesliga 1971/72
Modus: 2 Gruppen à 5 Vereine.
Direkt für die Gruppenphase qualifiziert waren die Meister und Vizemeister der Regionalligen Nord (VfL Osnabrück und FC St. Pauli), Berlin (Tasmania Berlin und Wacker 04 Berlin), West (VfL Bochum und Fortuna Düsseldorf), Südwest (Borussia Neunkirchen und FK Pirmasens) und Süd (1. FC Nürnberg und Karlsruher SC).
Gruppenphase
| Pl. | Verein          | Sp. | S | U | N | Tore    | Diff. | Punkte |
| --- | --------------- | --- | - | - | - | ------- | ----- | ------ |
| 1.  | VfL Bochum      | 8   | 7 | 0 | 1 | 023:110 | +12   | 14:20  |
| 2.  | VfL Osnabrück   | 8   | 3 | 1 | 4 | 011:130 | −2    | 07:90  |
| 3.  | FK Pirmasens    | 8   | 3 | 1 | 4 | 011:140 | −3    | 07:90  |
| 4.  | Karlsruher SC   | 8   | 3 | 1 | 4 | 009:120 | −3    | 07:90  |
| 5.  | Tasmania Berlin | 8   | 2 | 1 | 5 | 013:170 | −4    | 05:11  |

| Gruppe 1        | VfL Bochum | VfL Osnabrück | FK Pirmasens | Karlsruher SC | Tasmania Berlin |
| --------------- | ---------- | ------------- | ------------ | ------------- | --------------- |
| VfL Bochum      |            | 3:1           | 5:2          | 1:0           | 4:2             |
| VfL Osnabrück   | 2:4        |               | 1:3          | 1:1           | 1:0             |
| FK Pirmasens    | 1:0        | 0:1           |              | 3:1           | 2:2             |
| Karlsruher SC   | 1:2        | 0:3           | 1:0          |               | 2:1             |
| Tasmania Berlin | 2:4        | 2:1           | 3:0          | 1:3           |                 |

| Pl. | Verein               | Sp. | S | U | N | Tore    | Diff. | Punkte |
| --- | -------------------- | --- | - | - | - | ------- | ----- | ------ |
| 1.  | Fortuna Düsseldorf   | 8   | 6 | 2 | 0 | 019:700 | +12   | 14:20  |
| 2.  | Borussia Neunkirchen | 8   | 4 | 1 | 3 | 011:900 | +2    | 09:70  |
| 3.  | FC St. Pauli         | 8   | 3 | 2 | 3 | 010:140 | −4    | 08:80  |
| 4.  | 1. FC Nürnberg       | 8   | 3 | 1 | 4 | 014:100 | +4    | 07:90  |
| 5.  | Wacker 04 Berlin     | 8   | 1 | 0 | 7 | 006:200 | −14   | 02:14  |

| Gruppe 2             | Fortuna Düsseldorf | Borussia Neunkirchen |     | FC Nürnberg | SC Wacker 04 Berlin |
| -------------------- | ------------------ | -------------------- | --- | ----------- | ------------------- |
| Fortuna Düsseldorf   |                    | 2:0                  | 3:1 | 2:1         | 3:0                 |
| Borussia Neunkirchen | 2:2                |                      | 3:0 | 1:0         | 2:1                 |
| FC St. Pauli         | 1:1                | 2:1                  |     | 1:1         | 3:0                 |
| 1. FC Nürnberg       | 0:2                | 2:0                  | 5:1 |             | 3:0                 |
| Wacker 04 Berlin     | 2:4                | 0:2                  | 0:1 | 3:2         |                     |

### Aufstieg zur Bundesliga 1972/73
Modus: 2 Gruppen à 5 Vereine.
Direkt für die Gruppenphase qualifiziert waren die Meister und Vizemeister der Regionalligen Nord (FC St. Pauli und VfL Osnabrück), Berlin (Wacker 04 Berlin und Tasmania Berlin), West (Wuppertaler SV und Rot-Weiss Essen), Südwest (Borussia Neunkirchen und FK Pirmasens) und Süd (Kickers Offenbach und Karlsruher SC).
Gruppenphase
| Pl. | Verein               | Sp. | S | U | N | Tore    | Diff. | Punkte |
| --- | -------------------- | --- | - | - | - | ------- | ----- | ------ |
| 1.  | Wuppertaler SV       | 8   | 8 | 0 | 0 | 026:500 | +21   | 16:0   |
| 2.  | VfL Osnabrück        | 8   | 3 | 2 | 3 | 008:150 | −7    | 08:80  |
| 3.  | Borussia Neunkirchen | 8   | 3 | 0 | 5 | 020:160 | +4    | 06:10  |
| 4.  | SpVgg Bayern Hof     | 8   | 2 | 1 | 5 | 018:170 | +1    | 05:11  |
| 5.  | Tasmania Berlin      | 8   | 2 | 1 | 5 | 008:270 | −19   | 05:11  |

| Gruppe 1             |     | VfL Osnabrück | Borussia Neunkirchen | FC Bayern Hof | Tasmania Berlin |
| -------------------- | --- | ------------- | -------------------- | ------------- | --------------- |
| Wuppertaler SV       |     | 5:0           | 3:2                  | 2:0           | 5:2             |
| VfL Osnabrück        | 0:4 |               | 2:0                  | 4:3           | 1:0             |
| Borussia Neunkirchen | 0:2 | 2:0           |                      | 4:3           | 10:0            |
| FC Bayern Hof        | 1:2 | 1:1           | 3:1                  |               | 6:0             |
| Tasmania Berlin      | 0:3 | 0:0           | 3:1                  | 3:1           |                 |

| Pl. | Verein                 | Sp. | S | U | N | Tore    | Diff. | Punkte |
| --- | ---------------------- | --- | - | - | - | ------- | ----- | ------ |
| 1.  | Kickers Offenbach      | 8   | 5 | 3 | 0 | 029:700 | +22   | 13:30  |
| 2.  | Rot-Weiss Essen        | 8   | 5 | 3 | 0 | 022:600 | +16   | 13:30  |
| 3.  | FC St. Pauli           | 8   | 2 | 3 | 3 | 007:160 | −9    | 07:90  |
| 4.  | Wacker 04 Berlin       | 8   | 2 | 1 | 5 | 008:290 | −21   | 05:11  |
| 5.  | SV Röchling Völklingen | 8   | 1 | 0 | 7 | 014:220 | −8    | 02:14  |

| Gruppe 2               | Kickers Offenbach | Rot-Weiss Essen |     | SC Wacker 04 Berlin | Röchling Völklingen |
| ---------------------- | ----------------- | --------------- | --- | ------------------- | ------------------- |
| Kickers Offenbach      |                   | 2:2             | 6:0 | 4:1                 | 7:2                 |
| Rot-Weiss Essen        | 1:1               |                 | 6:1 | 5:0                 | 2:1                 |
| FC St. Pauli           | 0:0               | 0:0             |     | 1:2                 | 1:0                 |
| Wacker 04 Berlin       | 0:6               | 0:4             | 1:1 |                     | 1:6                 |
| SV Röchling Völklingen | 1:3               | 1:2             | 1:3 | 2:3                 |                     |

### Aufstieg zur Bundesliga 1973/74
Modus: 2 Gruppen à 5 Vereine.
Direkt für die Gruppenphase qualifiziert waren die Meister und Vizemeister der Regionalligen Nord (FC St. Pauli und VfL Osnabrück), Berlin (Wacker 04 Berlin und Blau-Weiß 90 Berlin), West (Rot-Weiss Essen und SC Fortuna Köln), Südwest (1. FSV Mainz 05 und SV Röchling Völklingen) und Süd (SV Darmstadt 98 und Karlsruher SC).
Gruppenphase
| Pl. | Verein              | Sp. | S | U | N | Tore    | Diff. | Punkte |
| --- | ------------------- | --- | - | - | - | ------- | ----- | ------ |
| 1.  | SC Fortuna Köln     | 8   | 6 | 1 | 1 | 025:500 | +20   | 13:30  |
| 2.  | FC St. Pauli        | 8   | 4 | 2 | 2 | 023:180 | +5    | 10:60  |
| 3.  | 1. FSV Mainz 05     | 8   | 3 | 3 | 2 | 017:110 | +6    | 09:70  |
| 4.  | Karlsruher SC       | 8   | 2 | 2 | 4 | 017:230 | −6    | 06:10  |
| 5.  | Blau-Weiß 90 Berlin | 8   | 1 | 0 | 7 | 010:350 | −25   | 02:14  |

| Gruppe 1            | SC Fortuna Köln |     |     | Karlsruher SC |     |
| ------------------- | --------------- | --- | --- | ------------- | --- |
| SC Fortuna Köln     |                 | 2:3 | 3:0 | 6:0           | 7:0 |
| FC St. Pauli        | 1:2             |     | 2:2 | 2:2           | 4:1 |
| 1. FSV Mainz 05     | 0:0             | 3:0 |     | 4:1           | 5:1 |
| Karlsruher SC       | 1:2             | 4:5 | 1:1 |               | 5:1 |
| Blau-Weiß 90 Berlin | 0:3             | 2:6 | 3:2 | 2:3           |     |

| Pl. | Verein                 | Sp. | S | U | N | Tore    | Diff. | Punkte |
| --- | ---------------------- | --- | - | - | - | ------- | ----- | ------ |
| 1.  | Rot-Weiss Essen        | 8   | 6 | 2 | 0 | 023:800 | +15   | 14:20  |
| 2.  | SV Darmstadt 98        | 8   | 2 | 4 | 2 | 018:140 | +4    | 08:80  |
| 3.  | SV Röchling Völklingen | 8   | 3 | 1 | 4 | 010:170 | −7    | 07:90  |
| 4.  | VfL Osnabrück          | 8   | 3 | 0 | 5 | 012:170 | −5    | 06:10  |
| 5.  | Wacker 04 Berlin       | 8   | 1 | 3 | 4 | 009:160 | −7    | 05:11  |

| Gruppe 2               | Rot-Weiss Essen | SV Darmstadt 98 | Röchling Völklingen | VfL Osnabrück | SC Wacker 04 Berlin |
| ---------------------- | --------------- | --------------- | ------------------- | ------------- | ------------------- |
| Rot-Weiss Essen        |                 | 3:1             | 3:1                 | 4:1           | 3:0                 |
| SV Darmstadt 98        | 2:2             |                 | 5:0                 | 5:3           | 2:2                 |
| SV Röchling Völklingen | 0:4             | 1:1             |                     | 2:0           | 3:1                 |
| VfL Osnabrück          | 1:2             | 2:1             | 1:2                 |               | 2:1                 |
| Wacker 04 Berlin       | 2:2             | 1:1             | 2:1                 | 0:2           |                     |

### Aufstieg zur Bundesliga 1974/75
Modus: 2 Gruppen à 5 Vereine.
Direkt für die Gruppenphase qualifiziert waren die Meister und Vize der Regionalligen Nord (Eintracht Braunschweig und FC St. Pauli), Berlin (Tennis Borussia Berlin und Wacker 04 Berlin), West (SG Wattenscheid 09 und Rot-Weiß Oberhausen), Südwest (1. FC Saarbrücken und Borussia Neunkirchen) und Süd (FC Augsburg und 1. FC Nürnberg).
Gruppenphase
| Pl. | Verein                 | Sp. | S | U | N | Tore    | Diff. | Punkte |
| --- | ---------------------- | --- | - | - | - | ------- | ----- | ------ |
| 1.  | Eintracht Braunschweig | 8   | 5 | 1 | 2 | 013:600 | +7    | 11:50  |
| 2.  | 1. FC Nürnberg         | 8   | 5 | 1 | 2 | 018:120 | +6    | 11:50  |
| 3.  | SG Wattenscheid 09     | 8   | 3 | 2 | 3 | 011:110 | ±0    | 08:80  |
| 4.  | Wacker 04 Berlin       | 8   | 3 | 1 | 4 | 013:180 | −5    | 07:90  |
| 5.  | 1. FC Saarbrücken      | 8   | 1 | 1 | 6 | 006:140 | −8    | 03:13  |

| Gruppe 1               | Eintracht Braunschweig | 1. FC Nürnberg | SG Wattenscheid 09 | SC Wacker 04 Berlin |     |
| ---------------------- | ---------------------- | -------------- | ------------------ | ------------------- | --- |
| Eintracht Braunschweig |                        | 2:0            | 2:3                | 2:1                 | 3:0 |
| 1. FC Nürnberg         | 1:0                    |                | 1:0                | 9:1                 | 3:1 |
| SG Wattenscheid 09     | 0:0                    | 1:2            |                    | 1:1                 | 2:1 |
| Wacker 04 Berlin       | 1:3                    | 5:0            | 3:2                |                     | 0:1 |
| 1. FC Saarbrücken      | 0:1                    | 2:2            | 1:2                | 0:1                 |     |

| Pl. | Verein                 | Sp. | S | U | N | Tore    | Diff. | Punkte |
| --- | ---------------------- | --- | - | - | - | ------- | ----- | ------ |
| 1.  | Tennis Borussia Berlin | 8   | 3 | 4 | 1 | 013:110 | +2    | 10:60  |
| 2.  | FC Augsburg            | 8   | 2 | 5 | 1 | 018:170 | +1    | 09:70  |
| 3.  | Rot-Weiß Oberhausen    | 8   | 4 | 1 | 3 | 014:130 | +1    | 09:70  |
| 4.  | Borussia Neunkirchen   | 8   | 2 | 3 | 3 | 008:110 | −3    | 07:90  |
| 5.  | FC St. Pauli           | 8   | 2 | 1 | 5 | 016:170 | −1    | 05:11  |

| Gruppe 2               | Tennis Borussia Berlin | FC Augsburg | SC Rot-Weiß Oberhausen | Borussia Neunkirchen |     |
| ---------------------- | ---------------------- | ----------- | ---------------------- | -------------------- | --- |
| Tennis Borussia Berlin |                        | 2:2         | 3:1                    | 0:0                  | 3:1 |
| FC Augsburg            | 2:2                    |             | 2:2                    | 2:1                  | 4:4 |
| Rot-Weiß Oberhausen    | 4:0                    | 3:2         |                        | 1:2                  | 2:1 |
| Borussia Neunkirchen   | 1:1                    | 1:1         | 0:1                    |                      | 2:5 |
| FC St. Pauli           | 0:2                    | 2:3         | 3:0                    | 0:1                  |     |

## Aufstieg und Entscheidungsspiele zur Bundesliga (2. Bundesliga Nord und Süd 1974/75–1980/81)

### Aufstieg zur Bundesliga 1975/76
Die 2. Bundesliga wurde in den Staffeln Nord und Süd ausgespielt. Die Meister stiegen auf, während die Vizemeister in zwei Entscheidungsspielen den 3. Aufsteiger ermittelten.
Direkte Aufsteiger
| Mannschaften  | Ligen                              |
| ------------- | ---------------------------------- |
| Hannover 96   | Meister 2. Bundesliga Nord 1974/75 |
| Karlsruher SC | Meister 2. Bundesliga Süd 1974/75  |

Entscheidungsspiele der Vizemeister
| Datum       | Zweiter Süd  | Gesamt | Zweiter Nord       | Hinspiel | Rückspiel |
| ----------- | ------------ | ------ | ------------------ | -------- | --------- |
| 18.6./22.6. | FK Pirmasens | 04:10  | Bayer 05 Uerdingen | 4:4      | 0:6       |

### Aufstieg zur Bundesliga 1976/77
Die 2. Bundesliga wurde in den Staffeln Nord und Süd ausgespielt. Die Meister stiegen auf, während die Vizemeister in zwei Entscheidungsspielen den 3. Aufsteiger ermittelten.
Direkte Aufsteiger
| Mannschaften           | Ligen                              |
| ---------------------- | ---------------------------------- |
| Tennis Borussia Berlin | Meister 2. Bundesliga Nord 1975/76 |
| 1. FC Saarbrücken      | Meister 2. Bundesliga Süd 1975/76  |

Entscheidungsspiele der Vizemeister
| Datum       | Zweiter Süd    | Gesamt | Zweiter Nord      | Hinspiel | Rückspiel |
| ----------- | -------------- | ------ | ----------------- | -------- | --------- |
| 17.6./23.6. | 1. FC Nürnberg | 2:4    | Borussia Dortmund | 0:1      | 2:3       |

### Aufstieg zur Bundesliga 1977/78
Die 2. Bundesliga wurde in den Staffeln Nord und Süd ausgespielt. Die Meister stiegen auf, während die Vizemeister in zwei Entscheidungsspielen den 3. Aufsteiger ermittelten.
Direkte Aufsteiger
| Mannschaften  | Ligen                              |
| ------------- | ---------------------------------- |
| FC St. Pauli  | Meister 2. Bundesliga Nord 1976/77 |
| VfB Stuttgart | Meister 2. Bundesliga Süd 1976/77  |

Entscheidungsspiele der Vizemeister
| Datum                | Zweiter Nord      | Gesamt | Zweiter Süd      | Hinspiel | Rückspiel !! style="width:5em" \| 13.Spiel 1 |
| -------------------- | ----------------- | ------ | ---------------- | -------- | -------------------------------------------- |
| 29.05./04.06./11.06. | Arminia Bielefeld | 4:6    | TSV 1860 München | 4:0      | 0:4 \|style="text-align:center"\| 0:2        |

### Aufstieg zur Bundesliga 1978/79
Die 2. Bundesliga wurde in den Staffeln Nord und Süd ausgespielt. Die Meister stiegen auf, während die Vizemeister in zwei Entscheidungsspielen den 3. Aufsteiger ermittelten.
Direkte Aufsteiger
| Mannschaften      | Ligen                              |
| ----------------- | ---------------------------------- |
| Arminia Bielefeld | Meister 2. Bundesliga Nord 1977/78 |
| SV Darmstadt 98   | Meister 2. Bundesliga Süd 1977/78  |

Entscheidungsspiele der Vizemeister
| Datum     | Zweiter Süd    | Gesamt | Zweiter Nord    | Hinspiel | Rückspiel |
| --------- | -------------- | ------ | --------------- | -------- | --------- |
| 2.6./9.6. | 1. FC Nürnberg | 3:2    | Rot-Weiss Essen | 1:0      | 2:2       |

### Aufstieg zur Bundesliga 1979/80
Die 2. Bundesliga wurde in den Staffeln Nord und Süd ausgespielt. Die Meister stiegen auf, während die Vizemeister in zwei Entscheidungsspielen den 3. Aufsteiger ermittelten.
Direkte Aufsteiger
| Mannschaften        | Ligen                              |
| ------------------- | ---------------------------------- |
| Bayer 04 Leverkusen | Meister 2. Bundesliga Nord 1978/79 |
| TSV 1860 München    | Meister 2. Bundesliga Süd 1978/79  |

Entscheidungsspiele der Vizemeister
| Datum       | Zweiter Süd    | Gesamt | Zweiter Nord       | Hinspiel | Rückspiel |
| ----------- | -------------- | ------ | ------------------ | -------- | --------- |
| 14.6./20.6. | SpVgg Bayreuth | 2:3    | Bayer 05 Uerdingen | 1:1      | 1:2       |

### Aufstieg zur Bundesliga 1980/81
Die 2. Bundesliga wurde in den Staffeln Nord und Süd ausgespielt. Die Meister stiegen auf, während die Vizemeister in zwei Entscheidungsspiele den 3. Aufsteiger ermittelten.
Direkte Aufsteiger
| Mannschaften      | Ligen                              |
| ----------------- | ---------------------------------- |
| Arminia Bielefeld | Meister 2. Bundesliga Nord 1979/80 |
| 1. FC Nürnberg    | Meister 2. Bundesliga Süd 1979/80  |

Entscheidungsspiele der Vizemeister
| Datum      | Zweiter Süd   | Gesamt | Zweiter Nord    | Hinspiel | Rückspiel |
| ---------- | ------------- | ------ | --------------- | -------- | --------- |
| 6.6./13.6. | Karlsruher SC | 6:4    | Rot-Weiss Essen | 5:1      | 1:3       |

### Aufstieg zur Bundesliga 1981/82
Die 2. Bundesliga wurde in den Staffeln Nord und Süd ausgespielt. Die Meister stiegen auf, während die Vizemeister in zwei Entscheidungsspielen den 3. Aufsteiger ermittelten.
Direkte Aufsteiger
| Mannschaften    | Ligen                              |
| --------------- | ---------------------------------- |
| Werder Bremen   | Meister 2. Bundesliga Nord 1980/81 |
| SV Darmstadt 98 | Meister 2. Bundesliga Süd 1980/81  |

Entscheidungsspiele der Vizemeister
| Datum      | Zweiter Süd       | Gesamt | Zweiter Nord           | Hinspiel | Rückspiel |
| ---------- | ----------------- | ------ | ---------------------- | -------- | --------- |
| 5.6./10.6. | Kickers Offenbach | 1:2    | Eintracht Braunschweig | 1:0      | 0:2       |

## Aufstieg und Relegation zwischen den Bundesligen (2. Bundesliga 1981/82–1989/90)

### Aufstieg zur Bundesliga 1982/83
Nachdem die beiden Staffeln Nord und Süd der 2. Bundesliga vereinigt wurde, stiegen der Meister und der Vizemeister direkt auf. Der Drittplatzierte spielte in der Relegation gegen den 16. der Bundesliga.
Direkte Aufsteiger
| Mannschaften  | Ligen                         |
| ------------- | ----------------------------- |
| FC Schalke 04 | Meister 2. Bundesliga 1981/82 |
| Hertha BSC    | Zweiter 2. Bundesliga 1981/82 |

Relegation 2. Bundesliga – Bundesliga
| Datum     | Dritter der 2. Bundesliga | Gesamt | 16. der Bundesliga  | Hinspiel | Rückspiel |
| --------- | ------------------------- | ------ | ------------------- | -------- | --------- |
| 4.6./9.6. | Kickers Offenbach         | 1:3    | Bayer 04 Leverkusen | 0:1      | 1:2       |

### Aufstieg zur Bundesliga 1983/84
Der Meister und der Vizemeister stiegen direkt auf. Der Drittplatzierte spielte in der Relegation gegen den 16. der Bundesliga.
Direkte Aufsteiger
| Mannschaften        | Ligen                         |
| ------------------- | ----------------------------- |
| SV Waldhof Mannheim | Meister 2. Bundesliga 1982/83 |
| Kickers Offenbach   | Zweiter 2. Bundesliga 1982/83 |

Relegation 2. Bundesliga – Bundesliga
| Dritter der 2. Bundesliga | Gesamt | 16. der Bundesliga | Hinspiel | Rückspiel |
| ------------------------- | ------ | ------------------ | -------- | --------- |
| Bayer 05 Uerdingen        | 4:2    | FC Schalke 04      | 3:1      | 1:1       |

### Aufstieg zur Bundesliga 1984/85
Der Meister und der Vizemeister stiegen direkt auf. Der Drittplatzierte spielte in der Relegation gegen den 16. der Bundesliga.
Direkte Aufsteiger
| Mannschaften  | Ligen                         |
| ------------- | ----------------------------- |
| Karlsruher SC | Meister 2. Bundesliga 1983/84 |
| FC Schalke 04 | Zweiter 2. Bundesliga 1983/84 |

Relegation 2. Bundesliga – Bundesliga
| Dritter der 2. Bundesliga | Gesamt | 16. der Bundesliga  | Hinspiel | Rückspiel |
| ------------------------- | ------ | ------------------- | -------- | --------- |
| MSV Duisburg              | 1:6    | Eintracht Frankfurt | 0:5      | 1:1       |

### Aufstieg zur Bundesliga 1985/86
Der Meister und der Vizemeister stiegen direkt auf. Der Drittplatzierte spielte in der Relegation gegen den 16. der Bundesliga.
Direkte Aufsteiger
| Mannschaften   | Ligen                         |
| -------------- | ----------------------------- |
| 1. FC Nürnberg | Meister 2. Bundesliga 1984/85 |
| Hannover 96    | Zweiter 2. Bundesliga 1984/85 |

Relegation 2. Bundesliga – Bundesliga
| Dritter der 2. Bundesliga | Gesamt | 16. der Bundesliga | Hinspiel | Rückspiel |
| ------------------------- | ------ | ------------------ | -------- | --------- |
| 1. FC Saarbrücken         | 3:1    | Arminia Bielefeld  | 2:0      | 1:1       |

### Aufstieg zur Bundesliga 1986/87
Der Meister und der Vizemeister stiegen direkt auf. Der Drittplatzierte spielte in der Relegation gegen den 16. der Bundesliga.
Direkte Aufsteiger
| Mannschaften        | Ligen                         |
| ------------------- | ----------------------------- |
| FC 08 Homburg       | Meister 2. Bundesliga 1985/86 |
| Blau-Weiß 90 Berlin | Zweiter 2. Bundesliga 1985/86 |

Relegation 2. Bundesliga – Bundesliga
| Dritter der 2. Bundesliga | Gesamt | 16. der Bundesliga | Hinspiel | Rückspiel | 13.Spiel 1 |
| ------------------------- | ------ | ------------------ | -------- | --------- | ---------- |
| SC Fortuna Köln           | 03:11  | Borussia Dortmund  | 2:0      | 1:3       | 0:8        |

### Aufstieg zur Bundesliga 1987/88
Der Meister und der Vizemeister stiegen direkt auf. Der Drittplatzierte spielte in der Relegation gegen den 16. der Bundesliga.
Direkte Aufsteiger
| Mannschaften  | Ligen                         |
| ------------- | ----------------------------- |
| Hannover 96   | Meister 2. Bundesliga 1986/87 |
| Karlsruher SC | Zweiter 2. Bundesliga 1986/87 |

Relegation Bundesliga – 2. Bundesliga
| 16. der Bundesliga | Gesamt | Dritter der 2. Bundesliga | Hinspiel | Rückspiel |
| ------------------ | ------ | ------------------------- | -------- | --------- |
| FC 08 Homburg      | 4:3    | FC St. Pauli              | 3:1      | 1:2       |

### Aufstieg zur Bundesliga 1988/89
Der Meister und der Vizemeister stiegen direkt auf. Der Drittplatzierte spielte in der Relegation gegen den 16. der Bundesliga.
Direkte Aufsteiger
| Mannschaften        | Ligen                         |
| ------------------- | ----------------------------- |
| Stuttgarter Kickers | Meister 2. Bundesliga 1987/88 |
| FC St. Pauli        | Zweiter 2. Bundesliga 1987/88 |

Relegation 2. Bundesliga – Bundesliga
| Dritter der 2. Bundesliga | Gesamt          | 16. der Bundesliga  | Hinspiel | Rückspiel !! style="width:5em" \| 13.Spiel 1 |
| ------------------------- | --------------- | ------------------- | -------- | -------------------------------------------- |
| SV Darmstadt 98           | 4:4 (4:5 i. E.) | SV Waldhof Mannheim | 3:2      | 1:2 \|\|0:0 n. V.                            |

### Aufstieg zur Bundesliga 1989/90
Der Meister und der Vizemeister stiegen direkt auf. Der Drittplatzierte spielte in der Relegation gegen den 16. der Bundesliga.
Direkte Aufsteiger
| Mannschaften       | Ligen                         |
| ------------------ | ----------------------------- |
| Fortuna Düsseldorf | Meister 2. Bundesliga 1988/89 |
| FC 08 Homburg      | Zweiter 2. Bundesliga 1988/89 |

Relegation Bundesliga – 2. Bundesliga
| 16. der Bundesliga  | Gesamt | Dritter der 2. Bundesliga | Hinspiel | Rückspiel |
| ------------------- | ------ | ------------------------- | -------- | --------- |
| Eintracht Frankfurt | 3:2    | 1. FC Saarbrücken         | 2:0      | 1:2       |

### Aufstieg zur Bundesliga 1990/91
Der Meister und der Vizemeister stiegen direkt auf. Der Drittplatzierte spielte in der Relegation gegen den 16. der Bundesliga.
Direkte Aufsteiger
| Mannschaften       | Ligen                         |
| ------------------ | ----------------------------- |
| Hertha BSC         | Meister 2. Bundesliga 1989/90 |
| SG Wattenscheid 09 | Zweiter 2. Bundesliga 1989/90 |

Relegation 2. Bundesliga – Bundesliga
| Dritter der 2. Bundesliga | Gesamt | 16. der Bundesliga | Hinspiel | Rückspiel |
| ------------------------- | ------ | ------------------ | -------- | --------- |
| 1. FC Saarbrücken         | 1:2    | VfL Bochum         | 0:1      | 1:1       |

## Aufstieg und Relegation zwischen den Bundesligen + Wiedervereinigung (2. Bundesliga 1991/92)

### Aufstieg zur Bundesliga 1991/92
Der Meister und der Vizemeister stiegen direkt auf. Der Drittplatzierte spielte in der Relegation gegen den 16. der Bundesliga. Zudem stiegen durch die Wiedervereinigung der Meister und der Vizemeister der NOFV-Oberliga 1990/91 in die Bundesliga auf.
Direkte Aufsteiger
| Mannschaften  | Ligen                         |
| ------------- | ----------------------------- |
| FC Schalke 04 | Meister 2. Bundesliga 1990/91 |
| MSV Duisburg  | Zweiter 2. Bundesliga 1990/91 |

| Mannschaften   | Ligen                        |
| -------------- | ---------------------------- |
| Hansa Rostock  | Meister DDR-Oberliga 1990/91 |
| Dynamo Dresden | Zweiter DDR-Oberliga 1990/91 |

Relegation Bundesliga – 2. Bundesliga
| 16. der Bundesliga | Gesamt | Dritter der 2. Bundesliga | Hinspiel | Rückspiel | 13.Spiel 1 |
| ------------------ | ------ | ------------------------- | -------- | --------- | ---------- |
| FC St. Pauli       | 3:5    | Stuttgarter Kickers       | 1:1      | 1:1       | 1:3        |

## Aufstieg zur Bundesliga (2. Bundesliga Nord und Süd 1991/92)

### Aufstieg zur Bundesliga 1992/93
Durch die Aufstockung der Bundesliga auf 20 Teams und die Spaltung der 2. Bundesliga in ein Nord- und eine Süd-Gruppe gab es bei vier Absteigern aus der Bundesliga nur zwei Aufsteiger. Dies waren die beiden Meister der Nord- und der Südgruppe.
Direkte Aufsteiger
| Mannschaften       | Ligen                              |
| ------------------ | ---------------------------------- |
| Bayer 05 Uerdingen | Meister 2. Bundesliga Nord 1991/92 |
| 1. FC Saarbrücken  | Meister 2. Bundesliga Süd 1991/92  |

## Aufstieg zur Bundesliga (2. Bundesliga 1992/93–2007/08)

### Aufstieg zur Bundesliga 1993/94
Die 2. Bundesliga wurde wieder zusammengelegt und es gab fortan drei direkte Aufsteiger in die Bundesliga.
Direkte Aufsteiger
| Mannschaften | Ligen                         |
| ------------ | ----------------------------- |
| SC Freiburg  | Meister 2. Bundesliga 1992/93 |
| MSV Duisburg | Zweiter 2. Bundesliga 1992/93 |
| VfB Leipzig  | Dritter 2. Bundesliga 1992/93 |

### Aufstieg zur Bundesliga 1994/95
3 direkte Aufsteiger in die Bundesliga.
Direkte Aufsteiger
| Mannschaften       | Ligen                         |
| ------------------ | ----------------------------- |
| VfL Bochum         | Meister 2. Bundesliga 1993/94 |
| Bayer 05 Uerdingen | Zweiter 2. Bundesliga 1993/94 |
| TSV 1860 München   | Dritter 2. Bundesliga 1993/94 |

### Aufstieg zur Bundesliga 1995/96
3 direkte Aufsteiger in die Bundesliga.
Direkte Aufsteiger
| Mannschaften       | Ligen                         |
| ------------------ | ----------------------------- |
| Hansa Rostock      | Meister 2. Bundesliga 1994/95 |
| FC St. Pauli       | Zweiter 2. Bundesliga 1994/95 |
| Fortuna Düsseldorf | Dritter 2. Bundesliga 1994/95 |

### Aufstieg zur Bundesliga 1996/97
3 direkte Aufsteiger in die Bundesliga.
Direkte Aufsteiger
| Mannschaften      | Ligen                         |
| ----------------- | ----------------------------- |
| VfL Bochum        | Meister 2. Bundesliga 1995/96 |
| Arminia Bielefeld | Zweiter 2. Bundesliga 1995/96 |
| MSV Duisburg      | Dritter 2. Bundesliga 1995/96 |

### Aufstieg zur Bundesliga 1997/98
3 direkte Aufsteiger in die Bundesliga.
Direkte Aufsteiger
| Mannschaften         | Ligen                         |
| -------------------- | ----------------------------- |
| 1. FC Kaiserslautern | Meister 2. Bundesliga 1996/97 |
| VfL Wolfsburg        | Zweiter 2. Bundesliga 1996/97 |
| Hertha BSC           | Dritter 2. Bundesliga 1996/97 |

### Aufstieg zur Bundesliga 1998/99
3 direkte Aufsteiger in die Bundesliga.
Direkte Aufsteiger
| Mannschaften        | Ligen                         |
| ------------------- | ----------------------------- |
| Eintracht Frankfurt | Meister 2. Bundesliga 1997/98 |
| SC Freiburg         | Zweiter 2. Bundesliga 1997/98 |
| 1. FC Nürnberg      | Dritter 2. Bundesliga 1997/98 |

### Aufstieg zur Bundesliga 1999/2000
3 direkte Aufsteiger in die Bundesliga.
Direkte Aufsteiger
| Mannschaften       | Ligen                         |
| ------------------ | ----------------------------- |
| Arminia Bielefeld  | Meister 2. Bundesliga 1998/99 |
| SpVgg Unterhaching | Zweiter 2. Bundesliga 1998/99 |
| SSV Ulm 1846       | Dritter 2. Bundesliga 1998/99 |

### Aufstieg zur Bundesliga 2000/01
3 direkte Aufsteiger in die Bundesliga.
Direkte Aufsteiger
| Mannschaften    | Ligen                           |
| --------------- | ------------------------------- |
| 1. FC Köln      | Meister 2. Bundesliga 1999/2000 |
| VfL Bochum      | Zweiter 2. Bundesliga 1999/2000 |
| Energie Cottbus | Dritter 2. Bundesliga 1999/2000 |

### Aufstieg zur Bundesliga 2001/02
3 direkte Aufsteiger in die Bundesliga.
Direkte Aufsteiger
| Mannschaften         | Ligen                         |
| -------------------- | ----------------------------- |
| 1. FC Nürnberg       | Meister 2. Bundesliga 2000/01 |
| Bor. Mönchengladbach | Zweiter 2. Bundesliga 2000/01 |
| FC St. Pauli         | Dritter 2. Bundesliga 2000/01 |

### Aufstieg zur Bundesliga 2002/03
3 direkte Aufsteiger in die Bundesliga.
Direkte Aufsteiger
| Mannschaften      | Ligen                         |
| ----------------- | ----------------------------- |
| Hannover 96       | Meister 2. Bundesliga 2001/02 |
| Arminia Bielefeld | Zweiter 2. Bundesliga 2001/02 |
| VfL Bochum        | Dritter 2. Bundesliga 2001/02 |

### Aufstieg zur Bundesliga 2003/04
3 direkte Aufsteiger in die Bundesliga.
Direkte Aufsteiger
| Mannschaften        | Ligen                         |
| ------------------- | ----------------------------- |
| SC Freiburg         | Meister 2. Bundesliga 2002/03 |
| 1. FC Köln          | Zweiter 2. Bundesliga 2002/03 |
| Eintracht Frankfurt | Dritter 2. Bundesliga 2002/03 |

### Aufstieg zur Bundesliga 2004/05
3 direkte Aufsteiger in die Bundesliga.
Direkte Aufsteiger
| Mannschaften      | Ligen                         |
| ----------------- | ----------------------------- |
| 1. FC Nürnberg    | Meister 2. Bundesliga 2003/04 |
| Arminia Bielefeld | Zweiter 2. Bundesliga 2003/04 |
| 1. FSV Mainz 05   | Dritter 2. Bundesliga 2003/04 |

### Aufstieg zur Bundesliga 2005/06
3 direkte Aufsteiger in die Bundesliga.
Direkte Aufsteiger
| Mannschaften        | Ligen                         |
| ------------------- | ----------------------------- |
| 1. FC Köln          | Meister 2. Bundesliga 2004/05 |
| MSV Duisburg        | Zweiter 2. Bundesliga 2004/05 |
| Eintracht Frankfurt | Dritter 2. Bundesliga 2004/05 |

### Aufstieg zur Bundesliga 2006/07
3 direkte Aufsteiger in die Bundesliga.
Direkte Aufsteiger
| Mannschaften     | Ligen                         |
| ---------------- | ----------------------------- |
| VfL Bochum       | Meister 2. Bundesliga 2005/06 |
| Alemannia Aachen | Zweiter 2. Bundesliga 2005/06 |
| Energie Cottbus  | Dritter 2. Bundesliga 2005/06 |

### Aufstieg zur Bundesliga 2007/08
3 direkte Aufsteiger in die Bundesliga.
Direkte Aufsteiger
| Mannschaften  | Ligen                         |
| ------------- | ----------------------------- |
| Karlsruher SC | Meister 2. Bundesliga 2006/07 |
| Hansa Rostock | Zweiter 2. Bundesliga 2006/07 |
| MSV Duisburg  | Dritter 2. Bundesliga 2006/07 |

### Aufstieg zur Bundesliga 2008/09
3 direkte Aufsteiger in die Bundesliga.
Direkte Aufsteiger
| Mannschaften         | Ligen                         |
| -------------------- | ----------------------------- |
| Bor. Mönchengladbach | Meister 2. Bundesliga 2007/08 |
| TSG 1899 Hoffenheim  | Zweiter 2. Bundesliga 2007/08 |
| 1. FC Köln           | Dritter 2. Bundesliga 2007/08 |

## Aufstieg und Relegation zwischen den Bundesligen (2. Bundesliga seit 2008/09)

### Aufstieg zur Bundesliga 2009/10
Der Relegationsmodus kehrte wieder zurück. Der Meister und der Vizemeister stiegen direkt auf. Der Drittplatzierte spielte in der Relegation gegen den 16. der Bundesliga.
Direkte Aufsteiger
| Mannschaften    | Ligen                         |
| --------------- | ----------------------------- |
| SC Freiburg     | Meister 2. Bundesliga 2008/09 |
| 1. FSV Mainz 05 | Zweiter 2. Bundesliga 2008/09 |

Relegation Bundesliga – 2. Bundesliga
| 16. der Bundesliga | Gesamt | Dritter der 2. Bundesliga | Hinspiel | Rückspiel |
| ------------------ | ------ | ------------------------- | -------- | --------- |
| Energie Cottbus    | 0:5    | 1. FC Nürnberg            | 0:3      | 0:2       |

### Aufstieg zur Bundesliga 2010/11
Der Meister und der Vizemeister stiegen direkt auf. Der Drittplatzierte spielte in der Relegation gegen den 16. der Bundesliga.
Direkte Aufsteiger
| Mannschaften         | Ligen                         |
| -------------------- | ----------------------------- |
| 1. FC Kaiserslautern | Meister 2. Bundesliga 2009/10 |
| FC St. Pauli         | Zweiter 2. Bundesliga 2009/10 |

Relegation Bundesliga – 2. Bundesliga
| 16. der Bundesliga | Gesamt | Dritter der 2. Bundesliga | Hinspiel | Rückspiel |
| ------------------ | ------ | ------------------------- | -------- | --------- |
| 1. FC Nürnberg     | 3:0    | FC Augsburg               | 1:0      | 2:0       |

### Aufstieg zur Bundesliga 2011/12
Der Meister und der Vizemeister stiegen direkt auf. Der Drittplatzierte spielte in der Relegation gegen den 16. der Bundesliga.
Direkte Aufsteiger
| Mannschaften | Ligen                         |
| ------------ | ----------------------------- |
| Hertha BSC   | Meister 2. Bundesliga 2010/11 |
| FC Augsburg  | Zweiter 2. Bundesliga 2010/11 |

Relegation Bundesliga – 2. Bundesliga
| 16. der Bundesliga | Gesamt | Dritter der 2. Bundesliga | Hinspiel | Rückspiel |
| ------------------ | ------ | ------------------------- | -------- | --------- |
| Bor. M’gladbach    | 2:1    | VfL Bochum                | 1:0      | 1:1       |

### Aufstieg zur Bundesliga 2012/13
Der Meister und der Vizemeister stiegen direkt auf. Der Drittplatzierte spielte in der Relegation gegen den 16. der Bundesliga.
Direkte Aufsteiger
| Mannschaften         | Ligen                         |
| -------------------- | ----------------------------- |
| SpVgg Greuther Fürth | Meister 2. Bundesliga 2011/12 |
| Eintracht Frankfurt  | Zweiter 2. Bundesliga 2011/12 |

Relegation Bundesliga – 2. Bundesliga
| 16. der Bundesliga | Gesamt | Dritter der 2. Bundesliga | Hinspiel | Rückspiel |
| ------------------ | ------ | ------------------------- | -------- | --------- |
| Hertha BSC         | 3:4    | Fortuna Düsseldorf        | 1:2      | 2:2       |

### Aufstieg zur Bundesliga 2013/14
Der Meister und der Vizemeister stiegen direkt auf. Der Drittplatzierte spielte in der Relegation gegen den 16. der Bundesliga.
Direkte Aufsteiger
| Mannschaften           | Ligen                         |
| ---------------------- | ----------------------------- |
| Hertha BSC             | Meister 2. Bundesliga 2012/13 |
| Eintracht Braunschweig | Zweiter 2. Bundesliga 2012/13 |

Relegation Bundesliga – 2. Bundesliga
| 16. der Bundesliga  | Gesamt | Dritter der 2. Bundesliga | Hinspiel | Rückspiel |
| ------------------- | ------ | ------------------------- | -------- | --------- |
| TSG 1899 Hoffenheim | 5:2    | 1. FC Kaiserslautern      | 3:1      | 2:1       |

### Aufstieg zur Bundesliga 2014/15
Der Meister und der Vizemeister stiegen direkt auf. Der Drittplatzierte spielte in der Relegation gegen den 16. der Bundesliga.
Direkte Aufsteiger
| Mannschaften    | Ligen                         |
| --------------- | ----------------------------- |
| 1. FC Köln      | Meister 2. Bundesliga 2013/14 |
| SC Paderborn 07 | Zweiter 2. Bundesliga 2013/14 |

Relegation Bundesliga – 2. Bundesliga
| 16. der Bundesliga | Gesamt    | Dritter der 2. Bundesliga | Hinspiel | Rückspiel |
| ------------------ | --------- | ------------------------- | -------- | --------- |
| Hamburger SV       | (a)1:1(a) | SpVgg Greuther Fürth      | 0:0      | 1:1       |

### Aufstieg zur Bundesliga 2015/16
Der Meister und der Vizemeister stiegen direkt auf. Der Drittplatzierte spielte in der Relegation gegen den 16. der Bundesliga.
Direkte Aufsteiger
| Mannschaften     | Ligen                         |
| ---------------- | ----------------------------- |
| FC Ingolstadt 04 | Meister 2. Bundesliga 2014/15 |
| SV Darmstadt 98  | Zweiter 2. Bundesliga 2014/15 |

Relegation Bundesliga – 2. Bundesliga
| 16. der Bundesliga | Gesamt | Dritter der 2. Bundesliga | Hinspiel | Rückspiel |
| ------------------ | ------ | ------------------------- | -------- | --------- |
| Hamburger SV       | 3:2    | Karlsruher SC             | 1:1      | 2:1 n. V. |

### Aufstieg zur Bundesliga 2016/17
Der Meister und der Vizemeister stiegen direkt auf. Der Drittplatzierte spielte in der Relegation gegen den 16. der Bundesliga.
Direkte Aufsteiger
| Mannschaften | Ligen                         |
| ------------ | ----------------------------- |
| SC Freiburg  | Meister 2. Bundesliga 2015/16 |
| RB Leipzig   | Zweiter 2. Bundesliga 2015/16 |

Relegation Bundesliga – 2. Bundesliga
| 16. der Bundesliga  | Gesamt | Dritter der 2. Bundesliga | Hinspiel | Rückspiel |
| ------------------- | ------ | ------------------------- | -------- | --------- |
| Eintracht Frankfurt | 2:1    | 1. FC Nürnberg            | 1:1      | 1:0       |

### Aufstieg zur Bundesliga 2017/18
Der Meister und der Vizemeister stiegen direkt auf. Der Drittplatzierte spielte in der Relegation gegen den 16. der Bundesliga.
Direkte Aufsteiger
| Mannschaften  | Ligen                         |
| ------------- | ----------------------------- |
| VfB Stuttgart | Meister 2. Bundesliga 2016/17 |
| Hannover 96   | Zweiter 2. Bundesliga 2016/17 |

Relegation Bundesliga – 2. Bundesliga
| 16. der Bundesliga | Gesamt | Dritter der 2. Bundesliga | Hinspiel | Rückspiel |
| ------------------ | ------ | ------------------------- | -------- | --------- |
| VfL Wolfsburg      | 2:0    | Eintracht Braunschweig    | 1:0      | 1:0       |

### Aufstieg zur Bundesliga 2018/19
Der Meister und der Vizemeister stiegen direkt auf. Der Drittplatzierte spielte in der Relegation gegen den 16. der Bundesliga.
Direkte Aufsteiger
| Mannschaften       | Ligen                         |
| ------------------ | ----------------------------- |
| Fortuna Düsseldorf | Meister 2. Bundesliga 2017/18 |
| 1. FC Nürnberg     | Zweiter 2. Bundesliga 2017/18 |

Relegation Bundesliga – 2. Bundesliga
| 16. der Bundesliga | Gesamt | Dritter der 2. Bundesliga | Hinspiel | Rückspiel |
| ------------------ | ------ | ------------------------- | -------- | --------- |
| VfL Wolfsburg      | 4:1    | Holstein Kiel             | 3:1      | 1:0       |

### Aufstieg zur Bundesliga 2019/20
Der Meister und der Vizemeister stiegen direkt auf. Der Drittplatzierte spielte in der Relegation gegen den 16. der Bundesliga.
Direkte Aufsteiger
| Mannschaften    | Ligen                         |
| --------------- | ----------------------------- |
| 1. FC Köln      | Meister 2. Bundesliga 2018/19 |
| SC Paderborn 07 | Zweiter 2. Bundesliga 2018/19 |

Relegation Bundesliga – 2. Bundesliga
| 16. der Bundesliga | Gesamt      | Dritter der 2. Bundesliga | Hinspiel | Rückspiel |
| ------------------ | ----------- | ------------------------- | -------- | --------- |
| VfB Stuttgart      | (a) 2:2 (a) | 1. FC Union Berlin        | 2:2      | 0:0       |

### Aufstieg zur Bundesliga 2020/21
Der Meister und der Vizemeister stiegen direkt auf. Der Drittplatzierte spielte in der Relegation gegen den 16. der Bundesliga.
Direkte Aufsteiger
| Mannschaften      | Ligen                         |
| ----------------- | ----------------------------- |
| Arminia Bielefeld | Meister 2. Bundesliga 2019/20 |
| VfB Stuttgart     | Zweiter 2. Bundesliga 2019/20 |

Relegation Bundesliga – 2. Bundesliga
| 16. der Bundesliga | Gesamt    | Dritter der 2. Bundesliga | Hinspiel | Rückspiel |
| ------------------ | --------- | ------------------------- | -------- | --------- |
| SV Werder Bremen   | (a)2:2(a) | 1. FC Heidenheim          | 0:0      | 2:2       |

### Aufstieg zur Bundesliga 2021/22
Der Meister und der Vizemeister stiegen direkt auf. Der Drittplatzierte spielte in der Relegation gegen den 16. der Bundesliga.
Direkte Aufsteiger
| Mannschaften         | Ligen                         |
| -------------------- | ----------------------------- |
| VfL Bochum           | Meister 2. Bundesliga 2020/21 |
| SpVgg Greuther Fürth | Zweiter 2. Bundesliga 2020/21 |

Relegation Bundesliga – 2. Bundesliga
| 16. der Bundesliga | Gesamt | Dritter der 2. Bundesliga | Hinspiel | Rückspiel |
| ------------------ | ------ | ------------------------- | -------- | --------- |
| 1. FC Köln         | 5:2    | Holstein Kiel             | 0:1      | 5:1       |

### Aufstieg zur Bundesliga 2022/23
Der Meister und der Vizemeister stiegen direkt auf. Der Drittplatzierte spielte in der Relegation gegen den 16. der Bundesliga; analog zu den Europapokalwettbewerben wäre die Auswärtstorregel nicht mehr zur Anwendung gekommen.
Direkte Aufsteiger
| Mannschaften  | Ligen                         |
| ------------- | ----------------------------- |
| FC Schalke 04 | Meister 2. Bundesliga 2021/22 |
| Werder Bremen | Zweiter 2. Bundesliga 2021/22 |

Relegation Bundesliga – 2. Bundesliga
| 16. der Bundesliga | Gesamt | Dritter der 2. Bundesliga | Hinspiel | Rückspiel |
| ------------------ | ------ | ------------------------- | -------- | --------- |
| Hertha BSC         | 2:1    | Hamburger SV              | 0:1      | 2:0       |

### Aufstieg zur Bundesliga 2023/24
Der Meister und der Vizemeister stiegen direkt auf. Der Drittplatzierte spielte in der Relegation gegen den 16. der Bundesliga.
Direkte Aufsteiger
| Mannschaften     | Ligen                         |
| ---------------- | ----------------------------- |
| 1. FC Heidenheim | Meister 2. Bundesliga 2022/23 |
| SV Darmstadt 98  | Zweiter 2. Bundesliga 2022/23 |

Relegation Bundesliga – 2. Bundesliga
| 16. der Bundesliga | Gesamt | Dritter der 2. Bundesliga | Hinspiel | Rückspiel |
| ------------------ | ------ | ------------------------- | -------- | --------- |
| VfB Stuttgart      | 6:1    | Hamburger SV              | 3:0      | 3:1       |

### Aufstieg zur Bundesliga 2024/25
Der Meister und der Vizemeister stiegen direkt auf. Der Drittplatzierte spielte in der Relegation gegen den 16. der Bundesliga.
Direkte Aufsteiger
| Mannschaften  | Ligen                         |
| ------------- | ----------------------------- |
| FC St. Pauli  | Meister 2. Bundesliga 2023/24 |
| Holstein Kiel | Zweiter 2. Bundesliga 2023/24 |

Relegation Bundesliga – 2. Bundesliga
| 16. der Bundesliga | Gesamt          | Dritter der 2. Bundesliga | Hinspiel | Rückspiel |
| ------------------ | --------------- | ------------------------- | -------- | --------- |
| VfL Bochum         | 3:3 (6:5 i. E.) | Fortuna Düsseldorf        | 0:3      | 3:0 n. V. |

### Aufstieg zur Bundesliga 2025/26
Der Meister und der Vizemeister stiegen direkt auf. Der Drittplatzierte spielt in der Relegation gegen den 16. der Bundesliga.
Direkte Aufsteiger
| Mannschaften | Ligen                         |
| ------------ | ----------------------------- |
| 1. FC Köln   | Meister 2. Bundesliga 2024/25 |
| Hamburger SV | Zweiter 2. Bundesliga 2024/25 |

Relegation Bundesliga – 2. Bundesliga
| 16. der Bundesliga | Gesamt | Dritter der 2. Bundesliga | Hinspiel | Rückspiel |
| ------------------ | ------ | ------------------------- | -------- | --------- |
| 1. FC Heidenheim   | 4:3    | SV Elversberg             | 2:2      | 2:1       |